# Becán
Becán (talvolta scritto Becan) è un sito archeologico della civiltà maya situato vicino al centro della penisola dello Yucatán, nello stato messicano di Campeche, a circa 150 km di distanza da Tikal. I siti maya di Balamku, Calakmul, Chicanná e Xpuhil si trovano vicino. Il nome Becán è stato dato dagli archeologi che riscoprirono le rovine, che in lingua maya significa "fossa scavata dall'acqua" (in quanto attorno al sito è presenta una formazione geologica inusuale).
Gli indizi mostrano che Becán era occupata nel medio preclassico, circa attorno al 550 a.C., e diventò un centro cerimoniale centinaia di anni dopo nel tardo preclassico. La popolazione e la scala di costruzione declinò nel classico iniziale intorno al 250 d.C., anche se rimase in buoni rapporti con Teotihuacan. Una fossa scavata attorno al sito forma una circonferenza che copre 25 ettari. Attorno al 500 la popolazione aumentò di numero e molte costruzioni vennero ultimate, in stile Río Bec. La costruzione dei templi più importanti terminò nell'830, ma la popolazione rimase fino a quasi 400 anni dopo.
Il sito venne descritto per la prima volta nel 1934 da Karl Ruppert e John Denison, in una spedizione finanziata dall'Istituto Carnegie di Washington. Dal 1969 al 1971 gli scavi vennero effettuati con i finanziamenti della Università di Tulane e della National Geographic Society.

## Galleria d'immagini

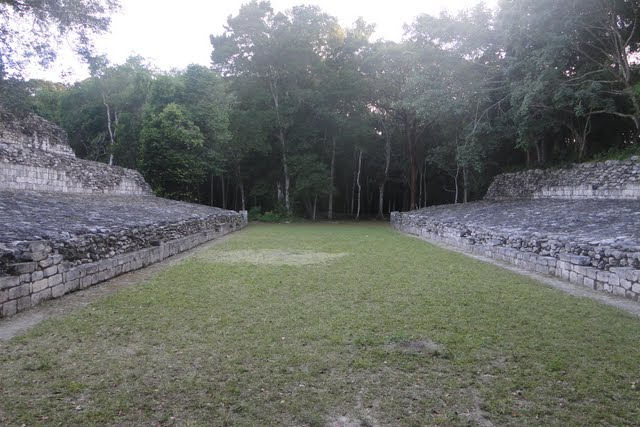
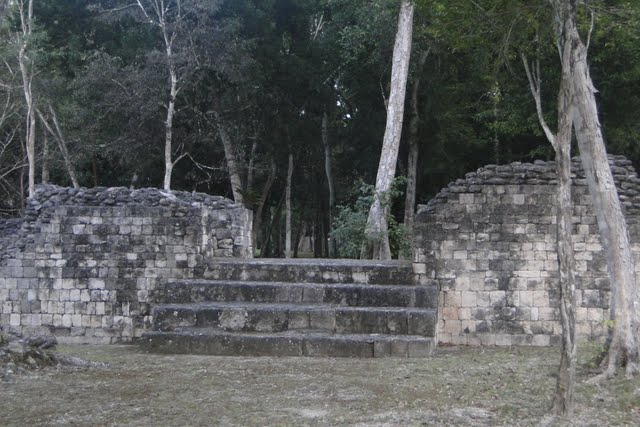
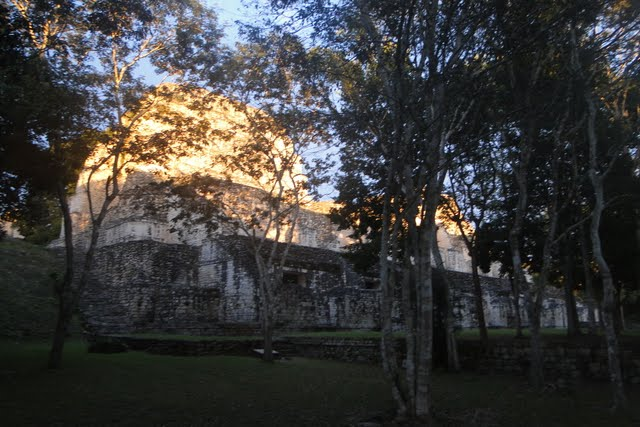
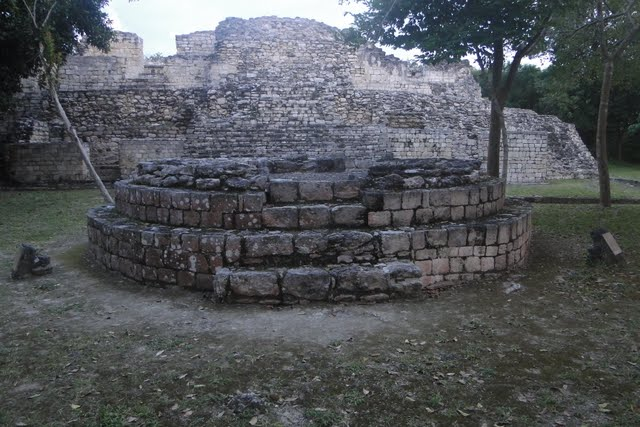
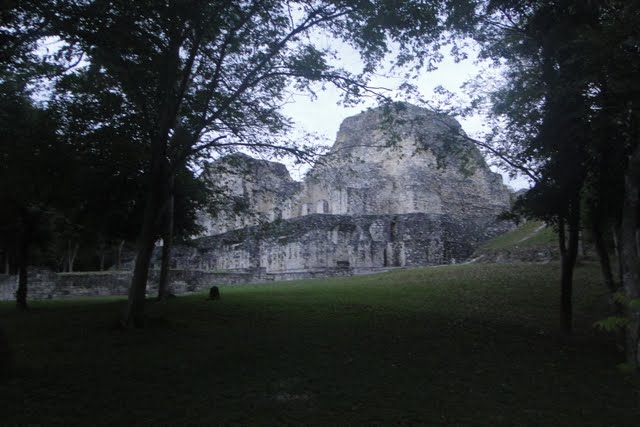